# 江刺伯洋
江刺 伯洋（えさし はくよう、1971年3月1日 - ）は、南海放送に所属する男性アナウンサー。愛媛県松山市三津浜出身。

## 人物
松山市立三津浜小学校、松山市立三津浜中学校、愛媛県立松山西高等学校、甲南大学を卒業後、1995年南海放送に入社。
高校時代、サッカー部に所属していた為、サッカーに対しての造詣が深い。自身のブログでは「ロッベン江刺」と名乗っている（アリエン・ロッベンに由来する）。
2009年3月までおかえりテレビのキャスターを担当していた。4月より、おかえりテレビ デリシャスのキャスターを歴任した。
ラジオドラマの執筆等も行っており、取材と脚本を担当した「うっちゃり横綱道 前田山英五郎」が第62回ギャラクシー賞において入賞した。
日本人女性初の女性パイロット兵頭精を主人公にした2022年のラジオドラマは同年に朗読劇となり、2024年にミュージカル『「フライングガール」～日本初の女性パイロット 兵頭精物語～』が上演されたが、これらの原作は江刺となっている。

## 担当番組
テレビ
- 全国高等学校サッカー選手権大会、愛媛マラソンをはじめとした各種スポーツ中継
- ミズタのレシピナレーター
- なんかいNEWS・なんかいNEWSファイナル

ラジオ
- 江刺伯洋のモーニングディライト（金曜 6:55 - 11:10）
- 小料理屋しらかみ（土曜 18:30 - 19:00）
- ザ・江刺ショー（平日祝日及び特別番組、特別編成等により、月曜日から金曜日のザ・ラジオショー休止時に不定期放送 13:00 - 15:30）
- 愛媛新聞ニュース（かつてはタイトルコールも担当していた）

その他
- Jリーグ（愛媛FC・FC今治）中継

## 過去に担当した番組
テレビ
- おかデリ（2009年4月から2016年3月25日）
- おかえりテレビ（2009年3月まで）
- girl's Life｢女子生活向上委員会｣
- サッカー魂～週刊愛媛FC
- セルジオ越後のサッカーを100倍楽しく見る方法

ラジオ
- ESA-BON
- 夜INAZO
- 江刺伯洋のあっぱれワイド
- いけいけサタデー
- 夜はモジモジ
- やあどうも、よもだです
- サッシー&ミヤジー土曜はどーよ!?
- 江刺伯洋のおかげサンデー
- R-40
- ザ・INAZOライブ! 木曜担当
- 伯洋･はつみのサンデーライブ!（2015年4月から）

ネット
- 佐伯の伯は伯洋の伯（毎週土曜更新）

## 著書
- 「オレンジ色の夜明け」（四国スポーツ通信社） - 愛媛FCのJリーグ昇格までを描いたノンフィクション。
- 「群青の航海」（東洋館出版社） - FC今治がクラブJ昇格までの5年間を描いたノンフィクション[8][9]。